# Théâtre des Nouveautés

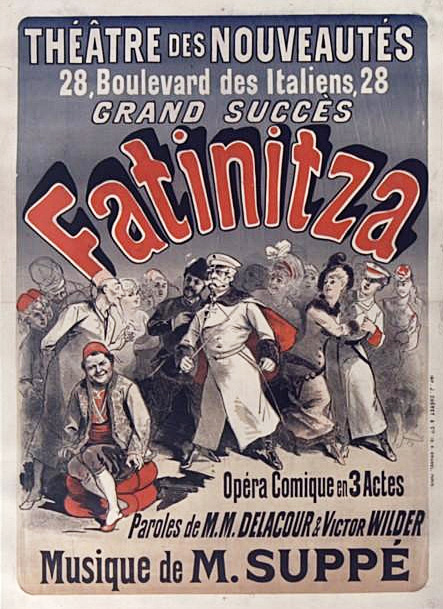
Die Wiener Operette Fatinitza im dritten Théâtre des Nouveautés

Théâtre des Nouveautés ist ein Theatername, der für unterschiedliche Theaterbetriebe in verschiedenen Gebäuden der Stadt Paris gebraucht wurde. Seit 1921 bezeichnet er ein kleineres Schauspiel- und Operettentheater im 9. Arrondissement an der Adresse 24 boulevard Poissonnière.

## 1. Gebäude in der Salle de la Bourse
Das erste Théâtre des Nouveautés wurde am 10. März 1827 mit über 1200 Plätzen in der Salle de la Bourse an der rue Vivienne eröffnet. Der Gründer war Cyprien Bérard, der zuvor das Théâtre du Vaudeville geleitet hatte. Im Programm waren Vaudevilles, die damals auf dem Gipfel ihrer Beliebtheit standen, kleine realistische Komödien mit Musik, die zur Vorlage der Wiener Lokalposse mit Gesang wurden – und opernhafte Stücke in der Art der Opéra comique. Hier wurden zahlreiche Bühnenmusiken und Opern von Adolphe Adam uraufgeführt. Der Geiger Auguste Barbereau war hier Kapellmeister, Virginie Déjazet spielte auf der Bühne, Hector Berlioz sang eine Weile im Theaterchor.
Nach Problemen mit der Zensur und mit der Opéra-Comique, die ein Privileg auf dieses Operngenre hatte, musste der Betrieb schon 1832 geschlossen werden. Die Opéra-Comique ihrerseits nahm die Gelegenheit wahr, an diesen beliebten Spielort zu wechseln, da ihre bisherige Spielstätte in der Salle Ventadour zu teuer geworden war. Sie blieb acht Jahre lang in der Salle de la Bourse. Obwohl dies mit dem vorherigen Betreiber nichts zu tun hatte, wurde das Theater manchmal immer noch Théâtre des Nouveautés genannt.

## 2. Gebäude in der Rue du Faubourg-Saint-Martin
1866 wurde ein zweites Théâtre des Nouveautés eröffnet, diesmal in der rue du Faubourg-Saint-Martin. Bereits nach acht Monaten wurde das Gebäude durch einen Brand zerstört, aber in weniger als drei Monaten wieder aufgebaut. Hier blieb das Theater bis 1873 bestehen.

## 3. Gebäude am Boulevard des Italiens
Am 12. Juni 1878 wurde ein drittes Théâtre des Nouveautés durch den Schauspieler Jules Brasseur an der Adresse 26 Boulevard des Italiens gegründet. Es befand sich im Gebäude der ehemaligen Fantaisies-Parisiennes und wurde 1911 abgerissen, um der rue des Italiens Platz zu machen. Hier wurden Operetten von Robert Planquette und Schwänke von Georges Feydeau uraufgeführt. Schon 1879 gelangte Franz von Suppés Operette Fatinitza erfolgreich zur Aufführung. 1890 wurde im Foyer des Theaters das Theatrophon in Betrieb genommen, eine frühe Technik der Live-Übertragung.

## 4. Gebäude am Boulevard Poissonnière
Das noch heute bestehende vierte Théâtre des Nouveautés am Boulevard Poissonnière wurde 1921 durch den Architekten Adolf Tiers erbaut. Es hatte 585 Sitzplätze und widmete sich Komödien und Operetten. Bis jetzt ist es dem Boulevardstück gewidmet. Auf dieser Bühne spielten Perrette Pradier oder Maria Pacôme.